# Берґфрідгоф (Тюбінген)
Берґфрідгоф, або Гірський цвинтар – цвинтар у тюбінгенському Гальгенберзі, який було офіційно відкрито у 1950 році. Відтоді він є головним міським кладовищем, одним із чотирнадцяти кладовищ. Під час Другої світової війни перші поховання довелося проводити на Гальгенберзі біля пагорбі Каллее через брак місця на міському цвинтарі в долині Казенбах.

## Історія
У 1945 році ділянка площею приблизно 24 гектари стала вільною, і одразу ж розпочалося планування та будівництво. Перше поховання відбулося вже через 14 днів. В дубовому гаю поховали 410 солдатів, загиблих у Другій світовій війні, і 14 загиблих у повітряній війні в Тюбінгені. Навесні 1948 року це кладовище було переплановане під керівництвом садового архітектора Ганса Коха.
Першою будівлею, яку освятили 16 липня 1950 року, була лісова каплиця біля військового кладовища, за активної участі мешканців Тюбінгена. Після відкриття великої похоронної зали на 250 місць у неділю померлих у 1969 році, лісову каплицю поступово забувають. У грудні 2006 року з ініціативи адміністрації кладовища муніципальна рада Тюбінгена вирішила відремонтувати і знову відкрити каплицю Вальдкапелле, щоб задовольнити попит на менші приміщення з місцями для сидіння до 40 осіб. Каплиця була знову відкрита у жовтні 2007 року після реконструкції відповідно до її статусу пам'ятки.
Гірський цвинтар також має сучасне обладнання. Наприклад, є місця спільних поховань, такі як Сад часу, Річка часу і секція для мертвонароджених «Шметтерлінг», концепція планування якої пропонує нове розуміння місця «цвинтар». Мусульман досі ховали в межах наявних ділянок поховань та дитячого комунального кладовища, оскільки їхнє розташування дозволяє покласти тіло в напрямку Мекки відповідно до ісламських приписів.

## Визначні діячі, поховані на цвинтарі
Цвинтар Берґфрідгоф не займає такого помітного місця, як цвинтар Штадтфрідгоф, але через його близькість до Тюбінгенського університету на ньому поховано багато видатних людей:
- Уґґе Бертле (1907—1990); скульптор[4].
- Емма Бруннер-Траут (1911—2008); єгиптологиня.
- Ернст Блох (1885—1977); філософ-марксист.
- Карола Блок, уроджена Пьотровська (1905—1994); архітекторка, публіцистка, комуністка, активістка жіночого та антиядерного рухів.
- Ебергард Браун (1941—2006); філософ, теоретик марксизму, професор філософії Тюбінгенського університету.
- Гельмут Кальгеер (1922—2010); музикант[5].
- Альфред Чарнецький (1937—2013); антрополог, першовідкривач чотирьох скам'янілостей представників роду Homo.
- Манфред Еггштейн (1927—1993); лікар-інтерніст.
- Теодор Еймер (1843—1898); зоолог. На його честь названі так звані «органи Еймера» у кротів.
- Герхард Флаадт (1937—2001); вчитель середньої школи та диригент і хормейстер Liederkranz 1837 Schwenningen e. V.[8].
- Теодор Ешенбург (1904—1999); політолог, експерт з конституційного права, перший професор політології в Німеччині.
- Конрад Гайзер (1929—1988); перекладач Платона і професор класичної філології в Тюбінгені.
- Гельмут фон Глазенапп (1891—1963); індолог і релігієзнавець.
- Егон Ґрамер (1936—2014); письменник, германіст і педагог.
- Герман Ґріс (1925—2009); професор географії Тюбінгенського університету.
- Гартмут Грюндлер (1930—1977); тюбінгенський викладач, який спалив себе на знак протесту проти «дезінформації» в ядерній політиці.
- Вольф-Дітріх Гардунг (1927—2009); декан церковного округу Бад-Каннштатт, співзасновник організації за мир «Ohne Rüstung Leben».
- Мартін Генгель (1926—2009); протестантський теолог.
- Віллі Хенніг (1913—1976); біолог.
- Фред фон Гершельманн (1901—1976) — німецький письменник і радіодраматург. Його могила мала бути перенесена на міське кладовище Тюбінгена на прохання Елізабет Ноель-Нойманн, але прохання було відхилено.
- Петер Яблонька (1961—2019); палеоісторик
- Отто Кер (1914—2009); засновник протестантської служби телефонного консультування в Штутгарті та генеральний директор Протестантського товариства.
- Ернст Кречмер (1888—1964); психіатр. Досліджував людську конституцію і розробив теорію типів.
- Фрідріх Ланг (1913—2004); пастор і богослов, а також єфор Тюбінгенського абатства у 1956—1970 роках.
- Рюдіґер Лутц (1953—2006); архітектор, публіцист, футуролог і футуролог.
- Дітер Похмер (1925—2013); економіст і викладач Тюбінгенського університету імені Ебергарда Карла.
- Герберт Рьослер (1924—2006); художник, засновник християнської спільноти праці та життя «Група 91» (G91) у Тюбінгені.
- Ганс Ротфельс (1891—1976); німецько-американський історик.
- Вольфганг Шадевальдт (1900—1974); літературознавець, класичний філолог, перекладач і професор класичної філології.
- Отто Шиндевольф (1896—1971); палеонтолог, професор і ректор Тюбінгенського університету імені Ебергарда Карла
- Урсула Шредер (1916—2009); тюбінгенська активістка руху за мир.
- Генріх Фрідріх Зідентопф (1906—1963); астроном
- Мартін Туст (1892—1969); пастор у Гольцгерлінгені з 1947 по 1960 рік.
- Йоганнес Вінклер (1874—1958); лікар-місіонер з етнологічним інтересом до культури Тоба-Батак на Суматрі[6][7].